# HD 120164
HD 120164，又名BD+39 2680，SAO 63739、HR 5186，是一颗恒星，视星等为5.5，位于銀經80.9，銀緯73.71，其B1900.0坐标为赤經13h 42m 41s，赤緯+39° 73.71′ 34″。